# (29320) 1994 PW14
A (29320) 1994 PW14 a Naprendszer kisbolygóövében található aszteroida. Eric Walter Elst fedezte fel 1994. augusztus 10-én.